# Додд, Майк
Майкл Додд (англ. Michael Dodd; род. 20 августа 1957, Манхаттан-Бич, Калифорния) — американский игрок в классический и пляжный волейбол. Серебряный призёр Олимпийских игр 1996 года в паре с Майком Уитмаршом.

## Карьера
Родился и вырос в Манхэттен-Бич. Во время обучения в университете Сан-Диего, играл в баскетбол на позиции защитника и волейбол. Несмотря на то, что Додд был выбран в 9 раунде драфта НБА 1979 года в клуб Сан-Диего Клипперс, он избрал пляжный волейбол в качестве спортивной карьеры.
Додд впервые начал играть в пляжный волейбол в 10 лет, в 16 лет получил лицензию ААА, что позволило ему участвовать в профессиональных турнирах. В 1981 году, вместе с Тимом Ховландом, выиграл State Beach Men’s Open. Это был первый титул для Додда и Ховланда, с которым он будет играть почти 10 лет. Помимо участия в турнирах AVP, дуэт представлял сборную США и играл в итальянской лиге с 1982 по 1984 года и в 1986 году.
За 18-летнюю карьеру, Додд стал одним из самых успешных игроков в пляжном волейболе. Приняв участие в 353 турнирах, он 231 раз занимал место на подиуме и 297 раз входил в топ-4. Вместе с Уитмаршом он стал серебряным призёром Олимпийских игр 1996 года в Атланте, где впервые были разыграны награды в пляжном волейболе. В общей сложности, Додд и Уитмарш вместе сыграли 106 турниров, выиграв 17 из них.
Додд многократно удостаивался наград турнирной серии AVP, его называли спортсменом года в 1994 и 1996 году, самым вдохновляющим игроком AVP (с 1995 по 1997 года) и лучшим защитником AVP (с 1994 по 1997 гг.). Четырежды выигрывал неофициальный чемпионат мира.
Сезон 1997 года ознаменовал конец соревновательной карьеры Додда, хотя он по-прежнему очень активно участвовал в турнирах по пляжному волейболу в качестве комментатора, аналитика, тренера и даже комиссара AVP. В 2000 году Додд был введен в Зал славы Калифорнийской ассоциации пляжного волейбола.
Додд долгое время тренировал американцев Шона Гибба и Джейка Розенталя, представлявших сборную США на Олимпийских играх 2008 года в Пекине и Олимпийских играх 2012 года в Лондоне, кульминацией тренерской карьеры стало чемпионство Гибба и Розенталя в мировом туре по пляжному волейболу в 2012 году. В 2009 году работал с женской парой Николь Брана / Элейн Янгс.
В 2012 году включен в Международный зал славы волейбола, в 2007 году — в зал славы Университета штата Калифорния в Сан-Диего.

## Личная жизнь
Женат на колумбийской волейболистке Пэтти Ороско, есть двое детей.